# Donneville
Donneville is een gemeente in het Franse departement Haute-Garonne (regio Occitanie). De plaats maakt deel uit van het arrondissement Toulouse. Donneville telde op 1 januari 2022 1.138 inwoners.

## Geografie
De oppervlakte van Donneville bedroeg op 1 januari 2022 2,67 vierkante kilometer; de bevolkingsdichtheid was toen 426,2 inwoners per km².

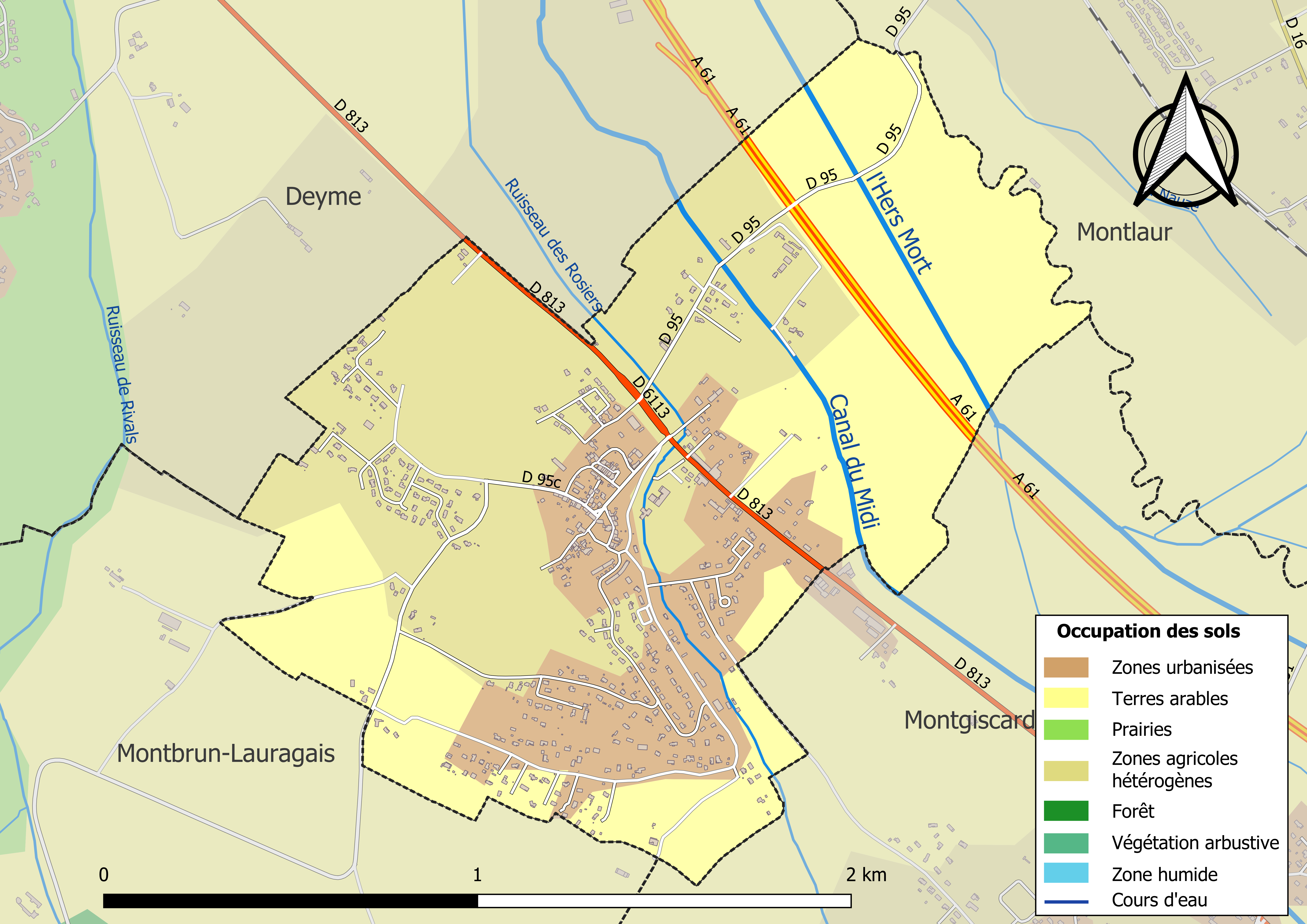
Kaart van de gemeente met belangrijkste infrastructuur, bodemgebruik en omliggende gemeenten

## Demografie
Onderstaande figuur toont het verloop van het inwonertal (bron: INSEE-tellingen).